# Thứ Sáu ngày 13

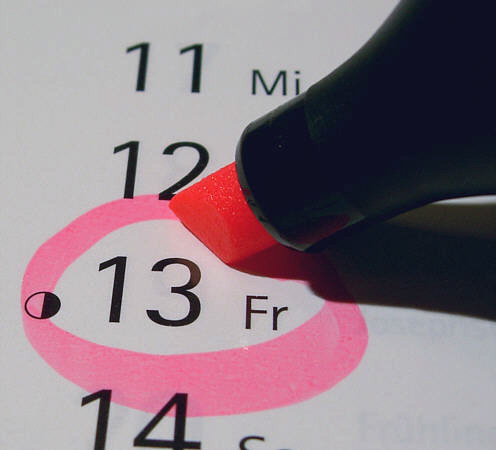
Thứ Sáu ngày 13

Thứ Sáu ngày 13 của bất kỳ tháng nào trong bất kỳ năm nào được xem như một ngày kém may mắn ở nhiều nước phương Tây, điển hình tại Anh Quốc, Đức, Bồ Đào Nha. Điều tương tự còn bắt gặp cả những nơi khác trên thế giới như tại Hy Lạp và Tây Ban Nha. Mỗi năm có từ 1 đến 3 ngày thứ 6 ngày 13. Năm 2018 có 2 ngày thứ 6 ngày 13 vào tháng 4 và tháng 7. Sẽ có hai thứ sáu ngày 13 hàng năm cho đến năm 2020, 2021 và 2022 sẽ chỉ có một ngày thứ 6 ngày 13, tương ứng trong tháng 8 và tháng 5. Thứ sáu ngày 13 xuất hiện trong các tháng mà ngày 1 của tháng rơi vào ngày Chủ Nhật.

## Lịch sử

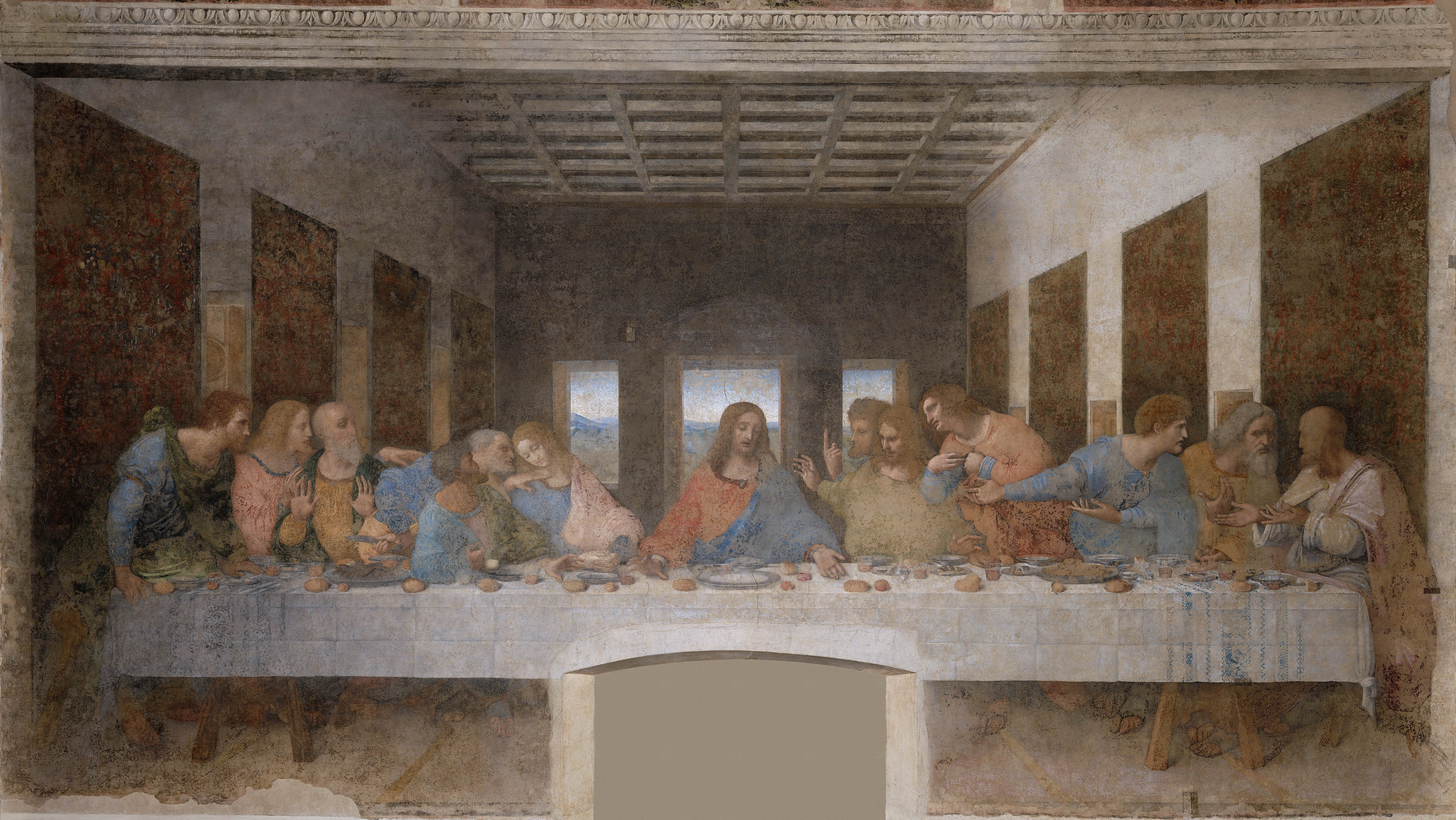
Bữa ăn tối cuối cùng của Leonardo da Vinci

Nỗi ám ảnh của mọi người về Thứ Sáu ngày 13 đã được gọi là paraskavedekatriaphobia, một câu bắt nguồn từ những từ móc nối vào nhau của người Hy Lạp: Παρασκευή, δεκατρείς và φοβία, nghĩa là "Thứ Sáu, số thứ tự thứ 13, sự sợ hãi/ám ảnh từng người". Đánh vần xen kẽ nhau các từ nói trên có thể tổ hợp thành các từ paraskevodekatriaphobia, paraskevidekatriaphobia, hay friggatriskaidekaphobia và là một hình thái đặc biệt của  triskaidekaphobia (nỗi ám ảnh về con số thứ 13).
Dossey, tác giả cuốn Holiday Folklore, Phobias and Fun, cho biết nỗi sợ bắt nguồn từ thời cổ đại, khi số 13 và thứ Sáu - hai số điều mang lại vận đen kết hợp với nhau thì tạo nên một ngày vô cùng bất hạnh.
Trước thế kỷ 21, mặc dù số thứ tự 13 được xem như là xui xẻo và ngày thứ Sáu được xem là ngày đen đủi, đã không có mối liên kết nào giữa chúng. Những tài liệu đầu tiên đề cập đến "Thứ Sáu, ngày 13" được nghe chung chung xuất hiện vào đầu những năm 1900.
Tuy nhiên có những dẫn chứng phổ biến hiện hữu xung quanh nguồn gốc của khái niệm:
1. "Bữa ăn cuối cùng" (The Last Supper), với câu chuyện Giuđa là vị khách thứ 13 và ngày Giê-su bị đóng đinh là ngày thứ Sáu.[6][7]
2. Điều khác cũng thuộc Kinh Thánh là Eva đã tặng Adam trái cây vào ngày thứ Sáu và Abel bị giết cũng xảy ra vào ngày thứ Sáu (mặc dù Kinh Thánh không xác nhận những ngày của tuần lễ khi những sự kiện này xảy ra).[cần dẫn nguồn]
3. Sự khởi đầu vào ngày thứ Sáu (13 tháng 10 năm 1307), kỳ hạn những Hiệp sĩ Công giáo trong hội Hiệp sĩ dòng Đền đã bị bắt giữ cùng lúc tại Pháp bởi những thuộc hạ của vua Philippe IV.[cần dẫn nguồn]
4. Con số 13 cũng bắt nguồn từ một truyền thuyết của Na Uy về 12 vị thần dự tiệc tại thiên đường Valhalla. Khi đó một vị khách không mời thứ 13 xuất hiện, thần tinh quái Loki. Tại đó, Loki đã ngầm liên kết với Hoder, thần bóng tối, bắn thần Balder xinh đẹp, vị thần mang lại niềm vui và hạnh phúc, bằng một mũi tên tẩm độc tầm gửi. Balder chết và cả Trái Đất chìm trong bóng tối và tang tóc. Đó là một ngày đen đủi, bất hạnh.[cần dẫn nguồn]
5. Phi thuyền Apollo 13 được phóng lên hồi 13 giờ 13 phút ngày 11.4.1970 (3 lần 13) và đã gặp sự cố ngày 13.4.1970.[cần dẫn nguồn]

Dù vậy, trên phương diện lịch sử không có sự mê tín về thứ Sáu nào liên kết với ngày thứ 13 của tháng.
Trường hợp của Hy Lạp, thứ Sáu ngày 13 tháng 4 năm 1204 là ngày mà Constantinopolis bị những kẻ tử vì đạo cướp bóc trong cuộc Thập Tự Chinh lần thứ 4. Của cải của thành phố đã rơi vào tay người Thiên chúa giáo khi những chiến lợi phẩm được mang từ đây về, đã khiến cho thứ Sáu ngày 13 mang ý tồi tệ. Quá mỉa mai, Constantinopolis đã sụp đổ lần thứ hai trong lịch sử của nó vào ngày thứ Ba ngày 29 tháng 5 năm 1453 khi những đạo quân Ottoman (Thổ Nhĩ Kỳ) đặt dấu chấm hết cho Đế chế Byzantine và những vùng người Hy Lạp xác lập chủ quyền trong một vài thế kỷ, vì vậy điều này càng củng cố thêm rằng thứ Ba ngày 13 như là một ngày xui xẻo ở Hy Lạp.
Một vài câu chuyện thời hiện đại (bao gồm cuốn tiểu thuyết Mật mã Da Vinci (The Da Vinci Code) cho rằng rằng khi vua Philippe IV của Pháp bắt giữ những hiệp sĩ của dòng Đền vào ngày 13 tháng 10 năm 1307, đã trở thành sự khởi đầu cho huyền thoại về sự xui xẻo của thứ Sáu ngày 13. Tuy nhiên, về mặt lịch sử tuy có những dẫn chứng rất chặt chẽ về việc con số 13 đã được cân nhắc xem như là bất hạnh, sự liên tưởng có thực trong tâm trí về thứ Sáu ngày 13 lại dường như là một điều bịa đặt từ đầu những năm 1900.

## Tác động đến con người và văn hóa
Ước lượng có chừng 800 - 900 tỉ USD bị thất thoát trong vấn đề kinh doanh vào ngày này bởi vì mọi người sẽ làm việc uể oải, hoặc không đi ra đường.
Vài người đã bị tê liệt bởi sự sợ hãi và họ đơn giản là sẽ không thể bước ra khỏi chiếc giường khi thời gian ngày thứ Sáu ngày 13 chưa trôi qua. Trung tâm Kiểm soát sự gây stress (The Stress Management Center) và Viện Nghiên cứu những Ám ảnh (Phobia Institute) ước lượng có hơn 17 triệu người đã bị ảnh hưởng bởi sự sợ hãi vào ngày này. Bất chấp điều đó, những người đại diện cho cả hai hãng hàng không Delta Airline và Continental Airline nói rằng những chuyến bay của họ không chấp nhận bất cứ lời đề nghị hạ cánh nào những thứ Sáu ngày 13.
Cuốn Tạp chí Y học Anh quốc có kết quả nghiên cứu chỉ ra rằng có sự gia tăng quan trọng những vụ tai nạn giao thông vào thứ Sáu ngày 13.
Ngày nổi tiếng đối với cộng đồng xe máy: kể từ năm 1981, những người có nhiệt huyết với xe máy và những người bán xe đã tụ tập vào mọi thứ Sáu ngày 13 tại Port Dover (Ontario, Canada). Truyền thống này đã được bắt đầu vào ngày 13 tháng 11 năm 1981 bởi Chris Simons được xem như là cuộc họp mặt khoảng chừng 25 người. Sự kiện này trở nên lớn hơn trong những năm tiếp theo, với ước lượng khoảng 100.000 người tham dự tháng 8 năm 2004 cùng các ban nhạc, người bán hàng, tay lái xe v.v.
Trong lời nói người Tây Ban Nha, thứ Ba ngày 13 được cho là đem đến sự xui xẻo. Tục ngữ nói rõ En martes, ni te cases ni te embarques, ni de tu familia te apartes, nghĩa là "vào thứ Ba, không cưới hỏi cũng như bắt đầu chuyến khởi hành hoặc tách bản thân bạn ra khỏi gia đình".

## Một số sự kiện lịch sử liên quan đến thứ sáu ngày 13
- Huyền thoại đầu tiên của ban nhạc Heavy Metal Black Sabbath, album cùng tên ban nhạc đã được phát hành tại Anh vào thứ Sáu ngày 13 năm 1970.
- Tiểu thuyết gia Daniel Handler, có tên thường gọi là Lemony Snicket, đã phát hành cuốn truyện thứ 13 trong tập truyện Những biến cố không may (a Series of Unfortunate Events) vào ngày thứ Sáu 13 tháng 10 năm 2006.
- Ngày 13 tháng 1 năm 2006 và 13 tháng 10 năm 2006 không chỉ là ngày thứ Sáu, mà những con số trong ngày, tháng, năm của mỗi kỳ hạn là 13. Sự trùng lặp này từng xảy ra vào ngày 13 tháng 10 năm 1520 và lần khác là 13 tháng 5 năm 2011.
- Có một đặc điểm khá huyền bí (ít nhất trong những năm gần đây) liên quan đến hiện tượng thiên văn: hiện tượng nhật thực bắt xảy ra rơi vào thứ Sáu ngày 13 tháng 7 năm 1984 và 13 tháng 2 năm 1987. Trong khi đó 13 tháng 3 năm 1998 và 13 tháng 10 năm 2000 đều là trăng tròn. 13 tháng 6 năm 2003 và 13 tháng 1 năm 2006 đều là những ngày trước khi trăng tròn, 13 tháng 6 năm 2014 và 13 tháng 1 năm 2017 xuất hiện yếu ớt sau khi trăng tròn. Thứ Năm 13 tháng 9 năm 2019 sẽ là năm tiếp theo bao hàm trăng tròn vào thứ Sáu ngày 13.
- Thiên thạch 99942 rất có thể sẽ có cuộc va chạm vào Trái Đất ngày thứ Sáu 13 tháng 4 năm 2029.
- Bộ phim Harry Potter và Hội Phượng hoàng (Harry Potter and the Oder of the Phoenix) được trình chiếu vào thứ Sáu ngày 13 tháng 7 năm 2007.
- Trận lũ lụt kinh hoàng tại Kansas xảy ra vào ngày 13-7-1951.Những cơn mưa lớn đã làm cho nước sông ở đây đột ngột dâng cao. Như một kết quả tất yếu, nước sông dâng lên quá nhanh đã tạo thành một trong những cơn lũ lớn nhất trong lịch sử, được biết với cái tên "Great Flood". Nó đã làm ngập hoàn toàn 2 triệu mẫu (tính theo đơn vị Anh) tại Kansas, giết chết 24 người và gây thiệt hại tới 760 triệu USD.
- Vào thứ 6 ngày 13 tháng 3 năm 1992 ở Thổ Nhĩ Kỳ đã xảy ra một trân động đất lớn đã lấy đi sinh mạng của hơn 2000 người và có khoảng 50.000 người đã mất nhà cửa. Đây được coi là một thiên tai mang đến thiệt hại nặng nề nhất của Thổ Nhĩ Kỳ trong những thập kỉ qua.
- Tấn công Paris vào ngày 13 tháng 11 năm 2015.

## Danh sách thứ Sáu ngày 13
Từ năm 2001 đến năm 2028 có 96 ngày thứ Sáu ngày 13.
| 2001 | 2007 |      | 2018 |      | Tháng 4, Tháng 7           |
| 2002 |      | 2013 | 2019 | 2024 | Tháng 9, Tháng 12          |
| 2003 | 2008 | 2014 |      | 2025 | Tháng 6                    |
|      |      |      | 2020 |      | Tháng 3, Tháng 11          |
|      | 2009 | 2015 |      | 2026 | Tháng 2, Tháng 3, Tháng 11 |
| 2004 |      |      |      |      | Tháng 2, Tháng 8           |
|      | 2010 |      | 2021 | 2027 | Tháng 8                    |
| 2005 | 2011 | 2016 | 2022 |      | Tháng 5                    |
|      |      |      |      | 2028 | Tháng 10                   |
| 2006 |      | 2017 | 2023 |      | Tháng 1, Tháng 10          |
|      | 2012 |      |      |      | Tháng 1, Tháng 4, Tháng 7  |